# FAW Besturn B70
FAW Besturn (chiński 汽奔腾) – samochód osobowy marki FAW zaliczany do średniej klasy.
Model FAW Besturn B50 został stworzony na podstawie samochodu Mazda 6.